# ヴィルヘルム・ライブル
ヴィルヘルム・ライブル（Wilhelm Maria Hubertus Leibl、1844年10月23日 - 1900年12月4日）はドイツの画家である。写実主義の画家でドイツ農民の生活を描いた。

## 略歴
ケルンに生まれた。父親はケルン大聖堂の聖歌隊の監督であった。鍵師の見習いをした後、1861年からケルンの画家ヘルマン・ベッカーに学び、1864年にミュンヘン美術院に入学し、ヘルマン・アンシュッツやアルトゥール・ランベルクに学び、1868年からカール・フォン・ピロティに学んだ。1869年にテオドール・アルト(1846-1937)やルドルフ・ヒルト・ド・フレネー(Rudolf Hirth du Frênes:1846-1916)らと共同でスタジオを開いた。その頃、フランスの写実主義の画家ギュスターヴ・クールベがミュンヘンで展覧会を開き、ミュンヘンの画家たちに強い印象を与えた。1869年にクールベの助言で、ライブルはパリに出て、エドゥアール・マネとも知り合ったが、1870年に普仏戦争が始まったためにドイツに戻らなければならなかった。
ミュンヘンに戻ると、ライブルを中心に「Leibl-Kreis」と呼ばれる画家の集まりができた。このグループはヴィルヘルム・トリュブナーやカール・シューフといった画家がメンバーだった。
1873年にミュンヘンの街を離れ、オーバーバイエルンのバート・アイブリングなどに移り、 バイエルンの農村地帯で農民の生活を描くようになった。作品には印象派のスタイルに近づいた作品もあったが、ドイツの写実主義を代表する画家である。代表作は「教会の中の三人の女」(1882)などがある。
1892年にバイエルン王国の摂政、ルイトポルト・フォン・バイエルンによって、ミュンヘン美術院の教授に任じられた。1900年に病気になり、療養先のヴュルツブルクで没した。

## 作品
- 「白いスカーフの少女」(c.1876)
- ペルファール男爵
- 「犬と画家」(1870)
- 「農家の娘」(c.1880)
- 「教会の中の三人の女」(1882)
- 「ライドル博士」(1890)
- 「農家の中で」(1890)
- 「糸紡ぎ」(1892)